# Pholiota gymnopodia
Pholiota gymnopodia är en svampart som först beskrevs av Pierre Bulliard (v. 1742–1793), och fick sitt nu gällande namn av A.F.M. Reijnders 1998. Pholiota gymnopodia ingår i släktet tofsskivlingar och familjen Strophariaceae.   Inga underarter finns listade i Catalogue of Life.